# Marina Lange
Marina Lange – Geburtsname Marina Nylhof – (* ca. 1948) ist eine ehemalige Tischtennisspielerin der DDR. Sie wurde fünfmal DDR-Meister.

## Erfolge
Unter ihrem Geburtsnamen Marina Nylhof spielte sie Anfang der 1960er Jahre beim Verein ASK Vorwärts Berlin und nahm an der Jugendeuropameisterschaft 1966 in Szombathely teil. Hier erreichte sie zusammen mit Ulla Czech (nach Heirat Ulla Brandt) das Endspiel im Doppel, das gegen das jugoslawische Paar Tatjana Jecmenica/Mirjana Resler verloren wurde. Mit der Damenmannschaft des TSC Berlin, der sich 1967 in BSG Außenhandel Berlin umbenannte (ein Vorläufer des heutigen Ttc berlin eastside) gewann Nylhof 1965, 1967, 1988 und 1969 die DDR-Meisterschaft. 1968 und 1969 wurde das Team Europapokalsieger.
Nach ihrer Heirat 1970 spielte sie unter dem Namen Marina Lange. 1975 wurde sie zusammen mit Gabriele Geißler DDR-Meister im Doppel, im Mixed holte sie mit Norbert Drescher Bronze. Bereits 1972 wurde sie Dritte im Doppel mit Brandt und im Mixed mit Ronald Raue.

## Turnierergebnisse
| Verband | Veranstaltung                         | Jahr | Ort         | Land | Einzel | Doppel | Mixed | Team |
| ------- | ------------------------------------- | ---- | ----------- | ---- | ------ | ------ | ----- | ---- |
| GDR     | Jugend-Europameisterschaft (Junioren) | 1966 | Szombathely | HUN  |        | Silber |       |      |